# Jumelles
Jumelles（ジュメル）は、神奈川県伊勢原市出身の双子姉妹、CHIHIRO（宮原ちひろ、姉）とMICHIRU（宮原みちる、妹）によるピアノ連弾デュオ。Jumellesとはフランス語で女性の双子を意味する。

## 概要
北鎌倉女子学園高等学校音楽科卒業、桐朋学園大学音楽学部CD修了。中学、高校の時から学内演奏会に数多く参加し、コンクールでも好成績を残している結成は大学在学中で当時はチルチルミチルDUOであった。ピアノ連弾を基本に、東京国際フォーラムで演奏したトイピアノをきっかけに、いくつかの鍵盤楽器を使ったパフォーマンス性のあるピアノデュオのステージがJumellesのライブスタイルとなっている。クラシック音楽を中心とした双子のデュオピアニストである。

## ディスコグラフィー
1. シングル「Wish」（2007年11月24日）
2. シングル「青い鳥を探して」（2008年4月30日）
3. シングル「Clover」（2008年11月15日）
4. 全国でリリース中のDJ OKAWARIのアルバム「DIORAMA」にJumellesオリジナル「青い鳥を探して」のリミックス『Bluebird Story』で参加
5. 『Bluebird Story』は着うたフルやiTunesでも配信中
6. アルバム「連弾レボリューション」（2009年11月26日）

## 主な活動
- 東京ディズニーリゾート25thアニバーサリーパフォーマーズ・ドリーム・フェスティバル「イッツショータイム!」出演

### テレビ出演
- スーパーモーニング（テレビ朝日）2008年2月12日
- あらびき団（TBSテレビ）2009年2月11日
- おもいッきりDON!（日本テレビ）2009年2月24日
- 金曜バラエティー「遊び心で音楽を!」NHK　2010年11月26日

### 新聞掲載
- 読売新聞（全国版）2008年2月26日